# Бюро легенд
Бюро легенд (фр. Le Bureau des Légendes) — французький шпигунський серіал, створений режисером Еріком Рошантом і компанією Canal+. Прем'єра у Франції відбулась 27 квітня 2015 року. Серіал отримав велику кількість схвальних відгуків, як у Франції так і за кордоном і отримав кілька нагород. Другий сезон, показаний восени 2015, також був добре сприйнятий телеглядачами. Великі рейтинги демонстрували третій (прем'єра 22 травня 2017) і четвертий сезони (прем'єра 22 жовтня 2018). Критики визнають гарну гру акторів та напружений, гарно прописаний та реалізований, цікавий сценарій. Кожен з п'яти сезонів включає в себе по десять серій, тривалістю в середньому 54-55 хвилин.

## Сюжет
Сюжет обертається навколо життя агентів Головного управління служби зовнішньої безпеки Франції (фр. Direction générale de la Sécurité extérieure, DGSE). Співробітники займаються підготовкою агентів до місій в різних країнах світу, вигадують для них нові особистості, підкріплюючи біографії вигаданими вперемішку з реальними фактами, мовою розвідників — легендами. Один з шпигунів — Малотрю — після успішного завдання повертається на батьківщину з Сирії, де провів останні п'ять років, працюючи під прикриттям. Всупереч інструкціям і процедурі, він не повертає себе справжнє ім'я і особистість, а продовжує жити чужим життям.

## Прем'єрні покази в світі
Серіал здобув велику популярність в різних країнах світу. В Україні були озвучені перші два сезони та показані на телеканалі НТН.
- 26 березня 2016 — Швеція.
- 17 червня 2016 — Велика Британія.
- 2 листопада 2016 — Німеччина.
- 17 грудня 2016 — США.
- 16 січня 2017 — Росія.

## У ролях
Місце дії серіалу різні країни світу (Алжир, Сирія, Іран, Росія) тому для відповідних серій французької знімальною групою були запрошені іноземні актори. Епізоди, що наче відбувається у Москві, знімались у Києві з українськими та російськими акторами.
| Актор                       | Роль | Роки      |
| --------------------------- | --- | --------- |
| Матьє Кассовітц             | агент французької розвідки Гійом Дебаї (агентурне ім'я — Малотрю, псевдонім — Поль Лефевр, Павло Лебедєв) | 2015-2020 |
| Жан-П'єр Дарруссен          | Анрі Дюфло, начальник бюро                                                                                | 2015-2020 |
| Сара Жиродо                 | Маріана Луазо, агент (агентурне ім'я Феномен)                                                             | 2015-2020 |
| Олексій Горбунов            | полковник ФСБ Карлов                                                                                      | 2018-2020 |
| Анатолій Панченко           | Алексій Бакатін, начальник управління внутрішньої безпеки ФСБ                                             | 2020      |
| Леа Дрюкер                  | доктор Бальме                                                                                             | 2015-2017 |
| Флоранс Луаре               | Марі-Жанна Дютиєль, заступник начальника бюро (згодом начальник)                                          | 2015-2020 |
| Зінеб Трикі                 | Надя Ель Мансур, спеціаліст з історії Сирії, працівниця ЄС, коханка Малотрю                               | 2015-2020 |
| Жонатан Заккаї              | Раймон Систерон, працівник бюро. В першому сезоні куратор агента «Циклона»                                | 2015-2020 |
| Бред Ліленд                 | Пітер Кеседи, резидент ЦРУ в Парижі                                                                       | 2015-2016 |
| Альба Гайя Крагеде Беллуджі | Прюне Дебаї, донька Малотрю                                                                               | 2015-2020 |
| Мехді Неббу                 | Рашид Бенарфа 'Циклон', агент                                                                             | 2015-2016 |
| Мое Барель                  | Шапур Замані, син одного з лідерів Ірану, об'єкт для вербовки під ім'ям «Карамель»                        | 2016      |

## Цікаві факти
- Головний герой, розвідник Малотрю у виконанні Матьє Кассовітца, протягом п'яти сезонів розмовляє чотирма мовами: французькою, англійською, арабською, російською.
- У першій серії 4-го сезону, на знімку з банкомату, де Малотрю знімає готівку начебто у Москві, чітко видно напис «Беларусбанк», та дата білоруською мовою — «21 студзеня».
- Головні події 4-го сезону за сценарієм відбуваються в Москві, але зйомки проходили у Києві.[2][3] Зокрема, в якості фасаду «Інституту сейсмології ім. Булгакова» виступає корпус Київського політехнічного інституту.
- Французькі кіберспеціалісти негативно відгукуються про рівень українських колег, порівнюючи їх із росіянами в епізоді кібератаки на таємний «21 центр».
- Незважаючи на російську агресію проти України, Харківську конференцію кіберфахівців відвідують працівники ФСБ.
- Обмін агентів відбувається на тимчасово окупованій території Донецької області.

## Стереотипи про українок
У першому сезоні (серія 2) коханка головного героя поширює образливі стереотипи про українських жінок, як от, запитуючи його, як він пояснив свою відсутність вдома, говорить: «Ти їм сказав, що був із українською повією?» (в оригіналі використовується ще більш образливе слово). На що герой відповідає: «Так, сказав».
Загалом зневажливі, у Франції узагальнення такого типу мають особливо негативне емоційне забарвлення, і могли б спричинити публічний осуд, якщо були б, наприклад, спрямовані на представників медіа-активних національних меншин Франції, а іноземний фільм, де б таким чином відгукувались про самих француженок, призвів би до національного скандалу.